# Horbach (Ruhr)
Der Horbach ist 2,9 km langer, rechter Zufluss der Ruhr zwischen Eppinghofen und Styrum in Mülheim an der Ruhr (DGKZ 276 9992). Seine Quelle liegt im Horbachtal an der Erich-Kästner-Grundschule an der Nordstraße. Er fließt in südwestliche Richtung ab. Er durchquert zwei Fischteiche. Schon bevor er die Mellinghofer Straße unterquert, ist er bereits geschlossen verrohrt. Er mündet in die Ruhr 12,425 km vor deren Rheinmündung.